# Франческо Марія Імперіале
Франческо Марія Імперіале (італ. Francesco Maria Imperiale; 21 серпня 1653, Самп'єрдарена — 4 серпня 1736, там само) — дож Генуезької республіки і король Корсики.

## Біографія
Народився в Генуї в 1653 році на родовий віллі в Самп'єрдарені, поблизу Генуї (тепер квартал міста Генуя). Син Джан Джакомо Імперіале та Лівії Сальваджо. Вивчав філософію, богослов'я та поезію.
В основному він пов'язав свою державну службу з магістратом Корсики, потім служив президентом Ради юрисдикції, органу, який регулював відносини між республікою і Церквою. За дорученням дожа вирішував дипломатичні питання з єпископом єпархії Акви, частини Савойського герцогства. У 1678 році одружився з Сільвією Чентуріоне Ольтремаріні.
Сенатор Республіки в 1697 році та член Великої ради у 1709—1711 роках.
Був обраний дожем 22 вересня 1711 року, 141-м в історії Генуї, ставши одночасно королем Корсики. Для призначення дожем Імперіалі довелося відмовитися від прав на маєтки в окрузі Сант-Анджело-дей-Ломбарді на користь свого брата Енріко і племінника Джуліо. Під час його правління відбувся візит в Генуї дружини імператора Карла VI, імператриці Єлизавети Христини Брауншвейг-Вольфенбюттель, яка розмістилася на сімейній віллі дожа в Самп'єрдарені.
Його мандат завершився 22 вересня 1713 року, після чого він, можливо, продовжував займати державні посади в системі управління Республікою. Помер на родовий віллі в Самп'єрдарені в 1736 році і був похований в церкві Сан-Сіро.